# Billar

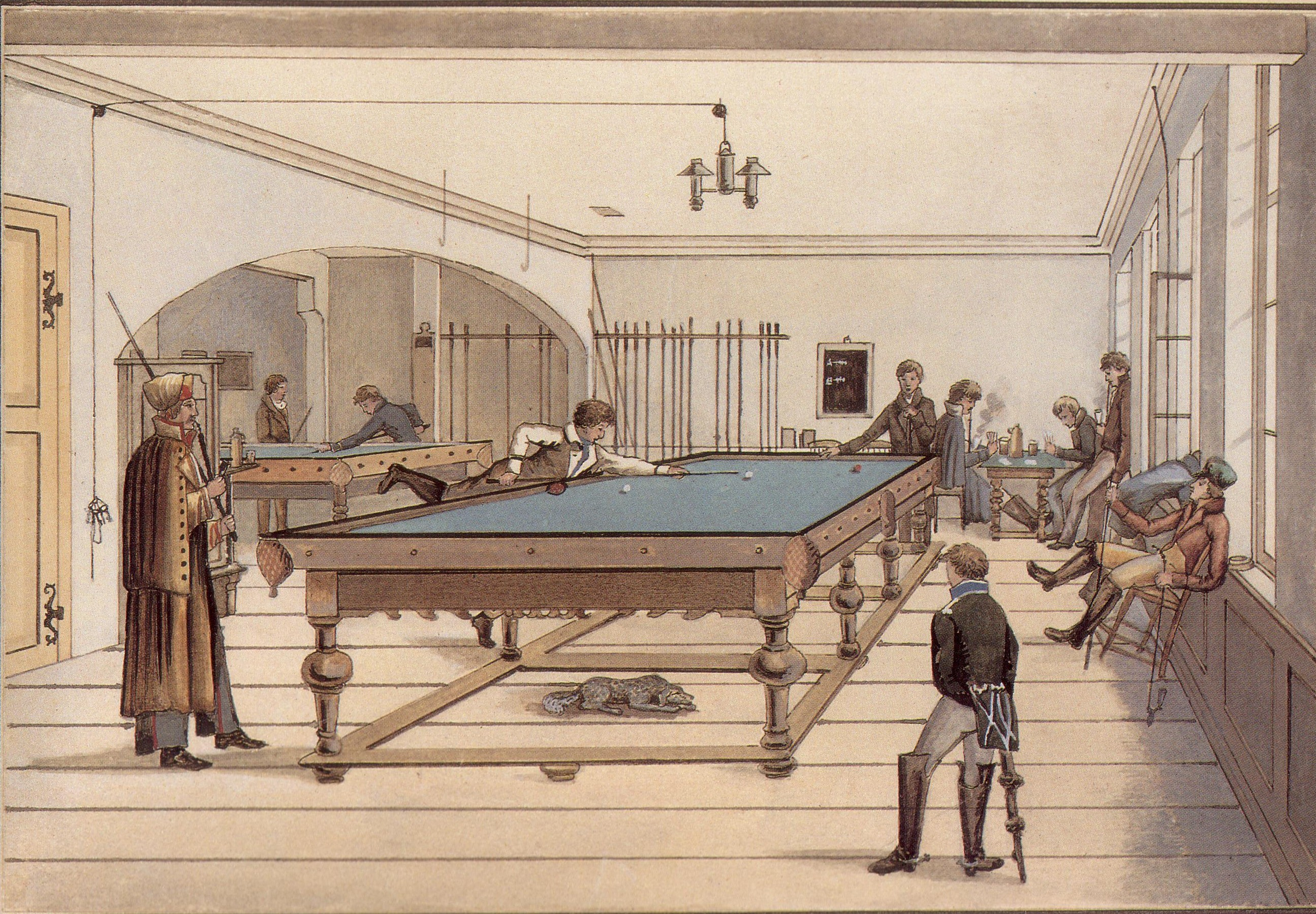
Estudiantes en Tubinga (Alemania) en el

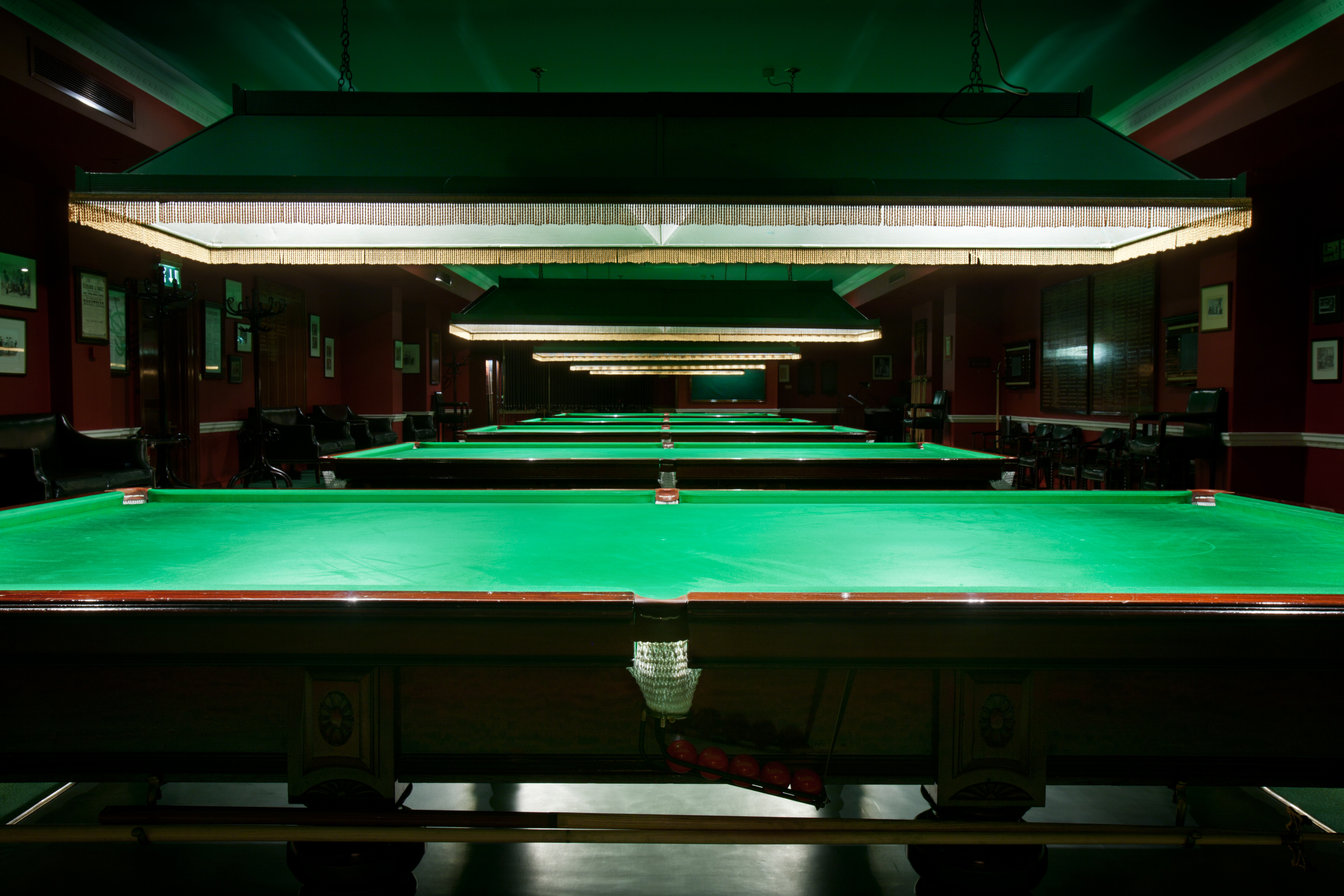
Salón de billar

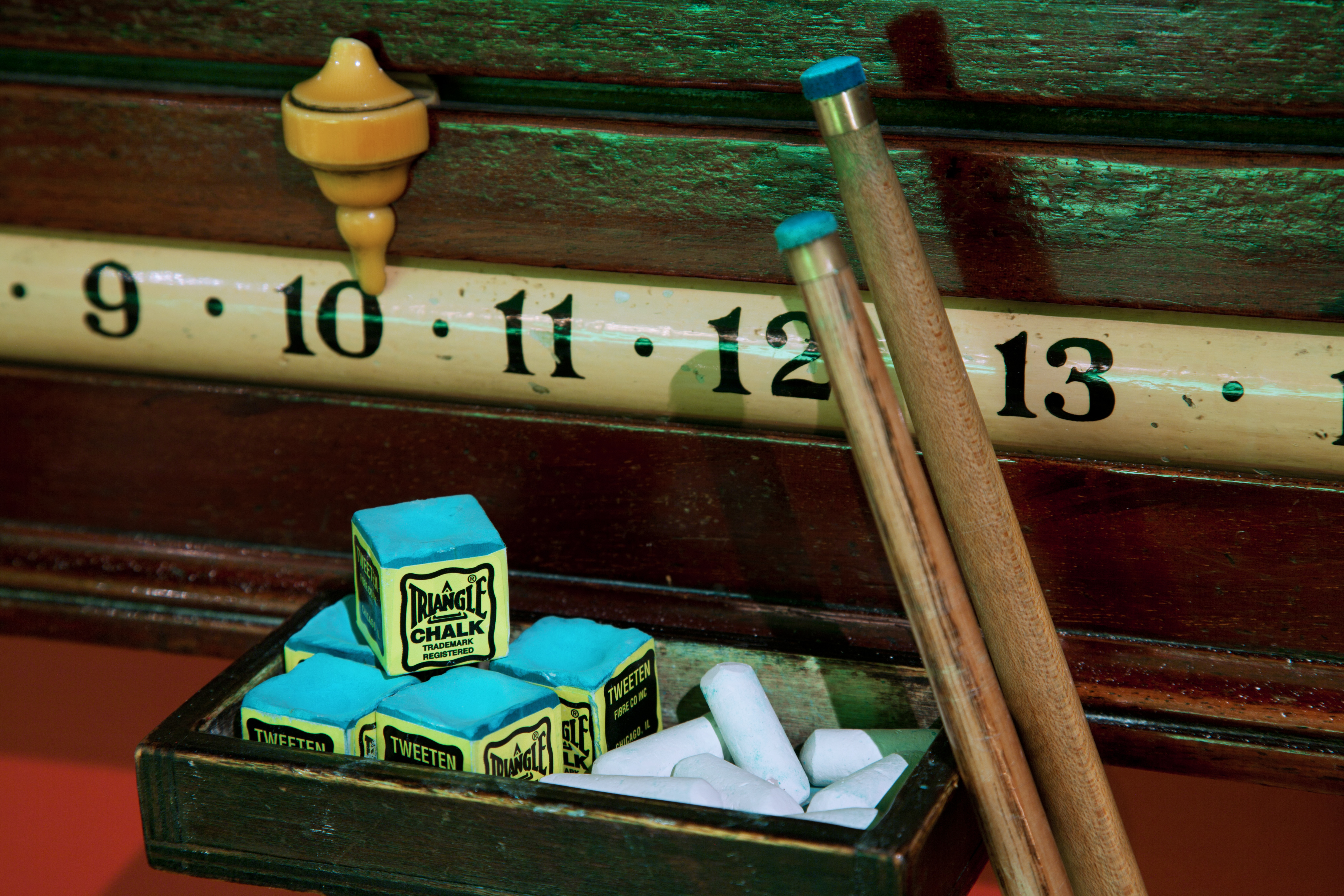
Tiza usada en los tacos y para marcar

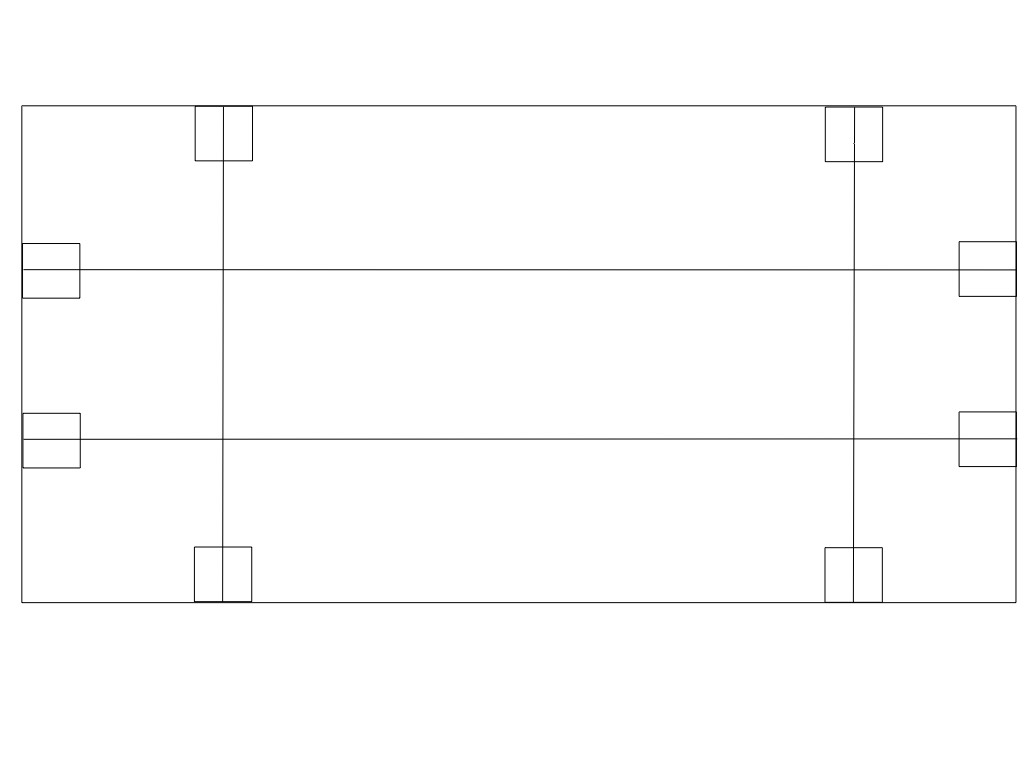
Marcado de mesa para los cuadros 47/2 y 47/1

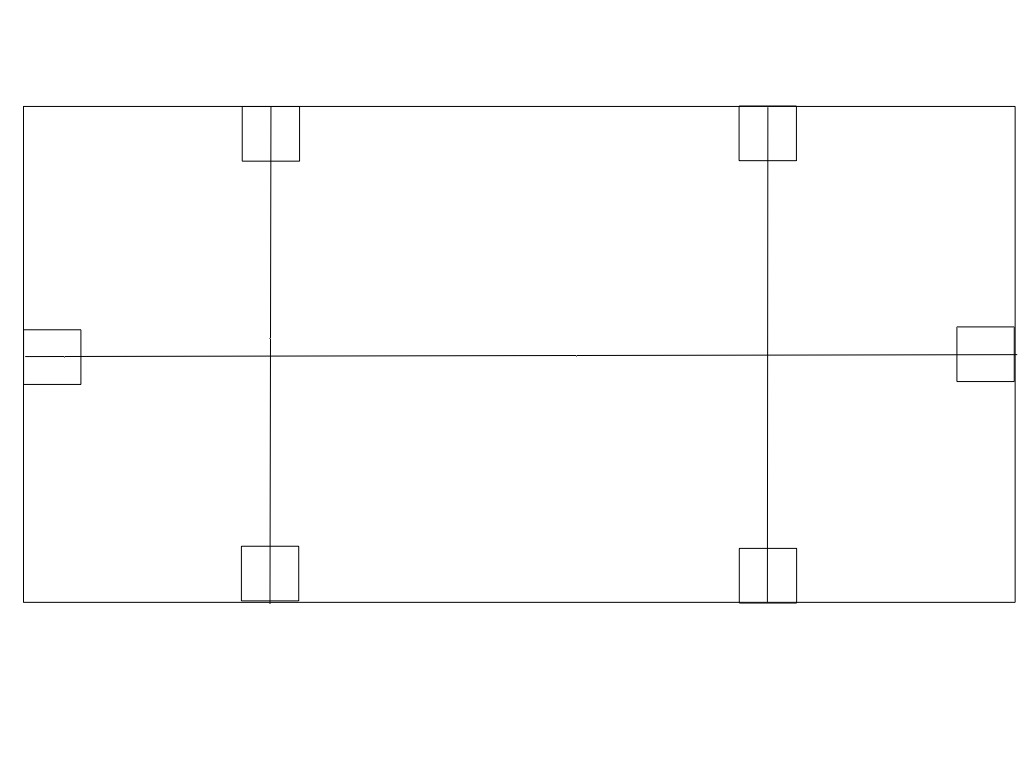
Marcado de mesa para el cuadro 71/2

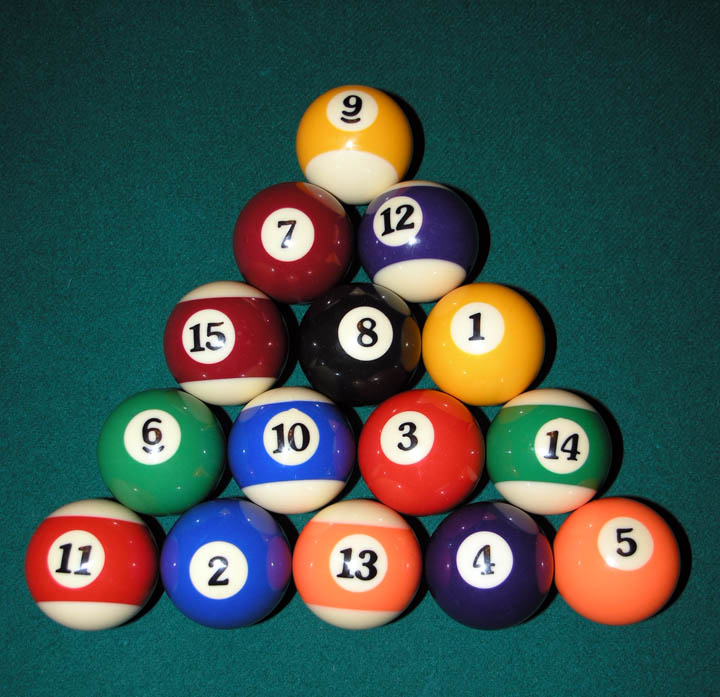
Bolas colocadas para jugar a la bola 8

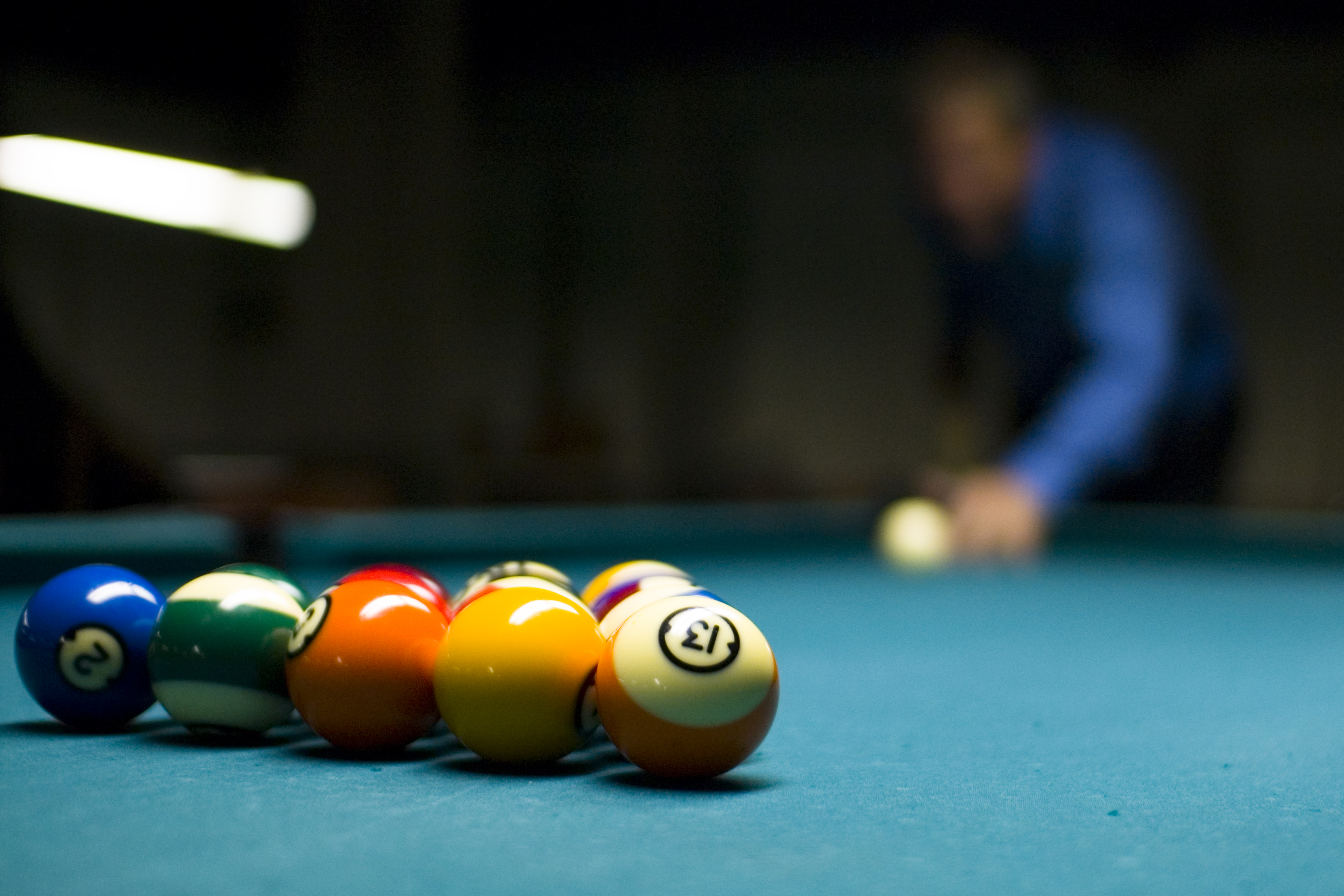
Bolas de pool en el momento previo al saque

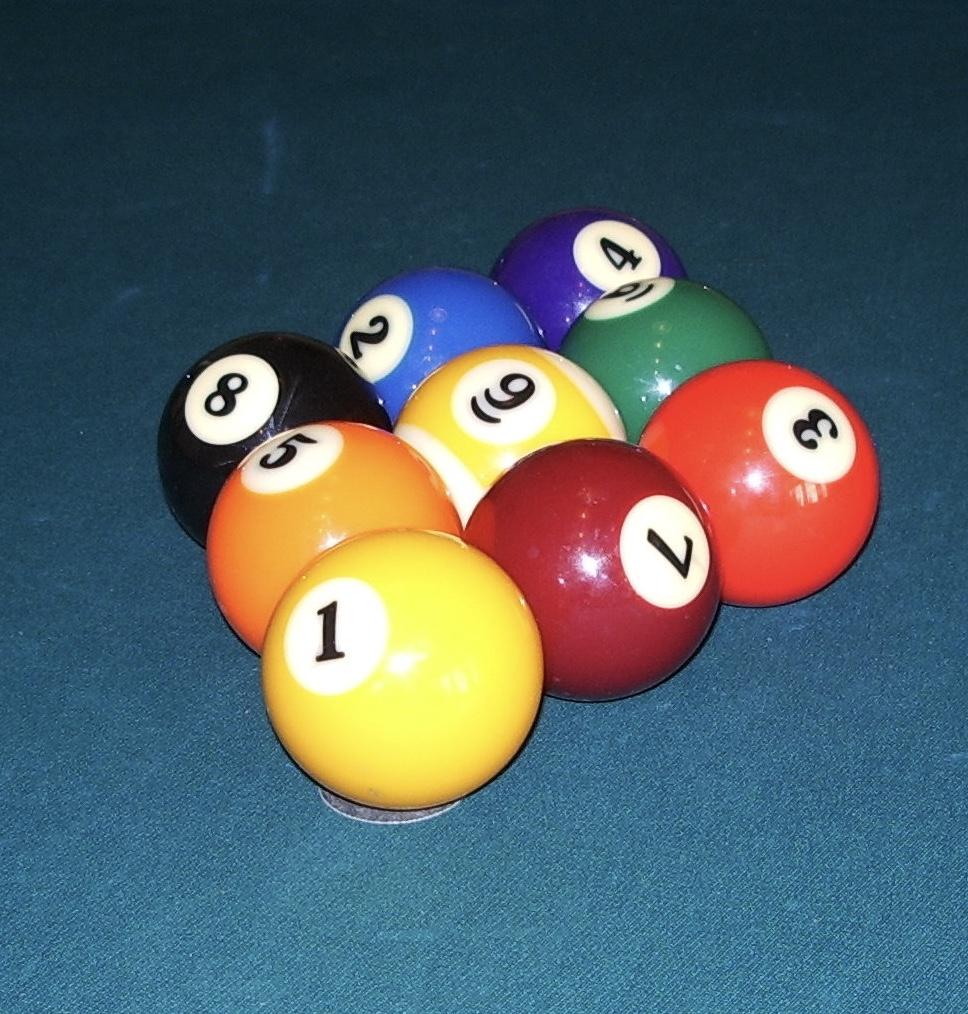
Bolas colocadas para jugar a la bola 9

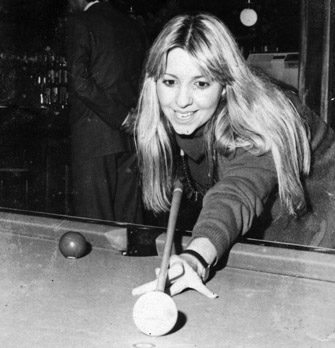
Diana Gallardo de Scarimbolo, tricampeona argentina de bola 8, (AAP, 1986-1987-1988).

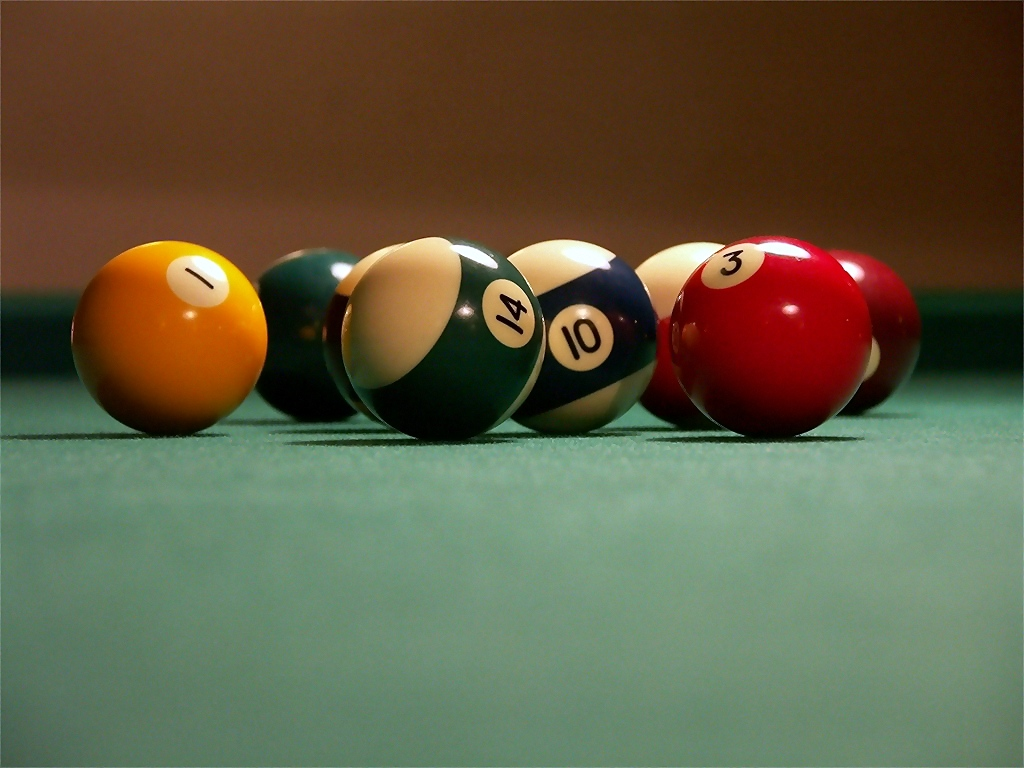
Bolas de billar (pool).

Esquema de bolas colocadas para jugar a la rotación

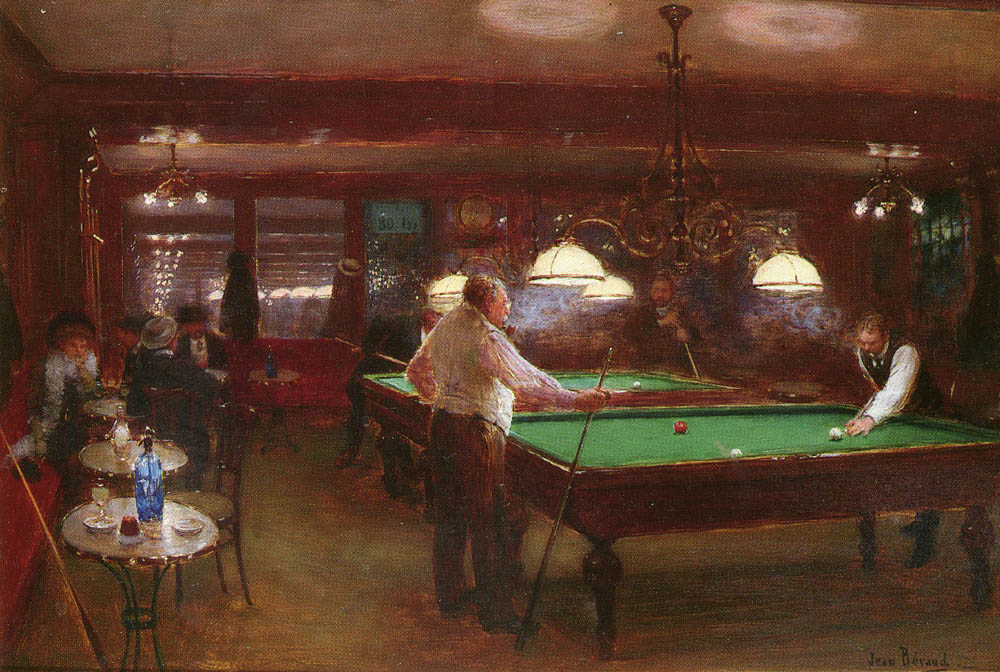
La Partida de Billar, cuadro pintado con óleo sobre lienzo por Jean Béraud. Colección particular.

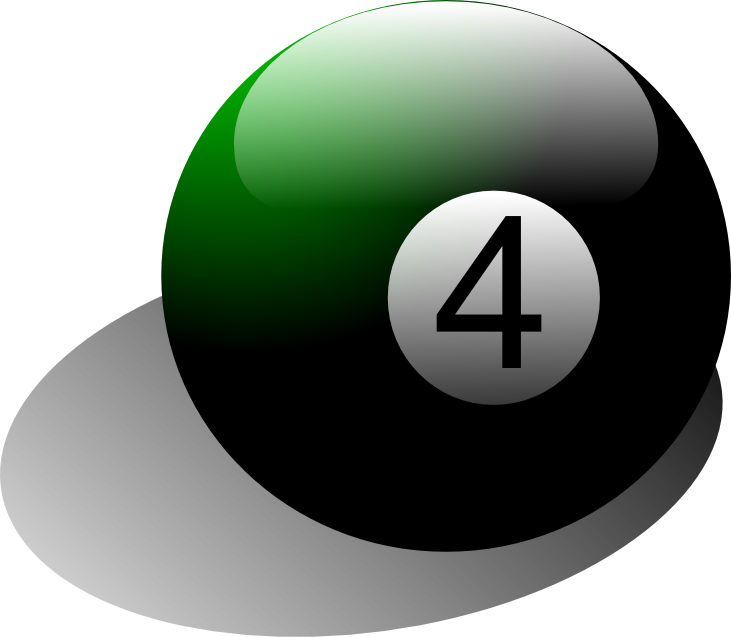
Una bola de billar #4

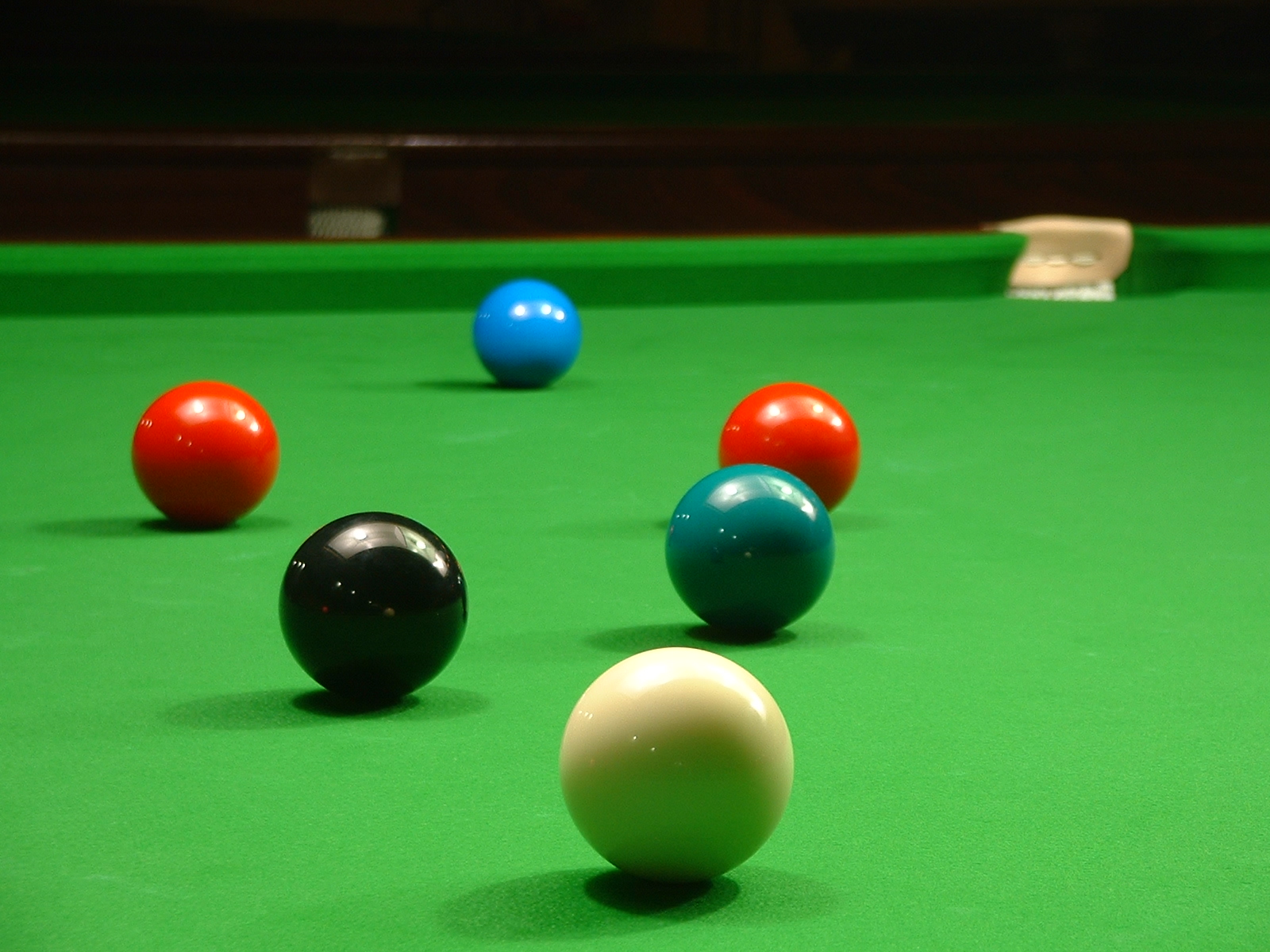
Bolas de snooker

El billar es un deporte de precisión que se practica impulsando con un taco un número variable de bolas (antiguamente de marfil), en una mesa con tablero de pizarra forrada de paño, bordeada con bandas de material elástico y con troneras o sin ellas. Tuvo la carta olímpica para los Juegos Olímpicos de 2004. Existen muy diferentes variantes: 
- El billar francés[1] o de carambolas.
- El billar inglés[2] o:

1. pool 51.
2. snooker.

- El billar americano o pool (llamado también de troneras o buchacas).
- El billar español o spanish pool.
- El bumper pool[3] (no es una variación del pool, sino una mezcla entre el billar y el pinball).
- El billar italiano o de quillas.[4]
- El billar belga[5] o pirámide.
- El billar hindú o Pool hindú.
- El billar colombiano o Buchácara.
- El billar canario o chapolín.

## Historia
Evolucionó a partir de un juego de césped similar al croquet jugado en algún momento durante el siglo XV en el norte de Europa y probablemente en Francia.
El nombre al parecer proviene de la palabra francesa bille, traducido por bola.
Existen dos teorías sobre su creación, la escuela francesa afirma que el juego fue creado por Henry Devigne, un artesano de la corte de Luis XV, mientras que la tradición inglesa asegura que su legítimo inventor fue Bill Yar.
En 1825 se celebró el primer campeonato oficial de billar en el Reino Unido, y en 1835 el galo Gaspard Coriolis escribe Teoría matemática del juego de billar, obra que permite el descubrimiento de las trayectorias parabólicas por ataque no horizontal. Se enseñó la primera partida en una clase de Ponte al tiro.

### El juego
El juego se basa en los choques de las bolas entre sí y con las bandas. La jugada comienza impulsando una de las bolas con el taco, el cual lleva adosada en su extremo anterior una suela de cuero, encargada de transmitir el movimiento a la bola. Esta suela se recubre cada pocas tiradas con un polvo antideslizante (tiza).
Actualmente las bolas suelen ser de materiales sintéticos con cualidades elásticas semejantes a las del marfil.

### Modalidad carambola y sus juegos
El primero de todos los juegos de billar es el llamado francés o de carambola, que se juega con dos bolas blancas y una roja, o bien una blanca, una de color hueso (pinta) y una roja (actualmente, bola blanca, bola amarilla y bola roja). El jugador 1 tira con la bola blanca, el jugador 2 tira con la bola amarilla y la carambola consiste en golpear con la bola jugadora a las otras dos. La consecución de carambola válida da derecho a seguir tirando; en caso de fallo, pasa el turno al otro jugador.
Según las restricciones que se pongan a la ejecución de las carambolas, hay diversos juegos:
- Libre: Solo restringe series en los rincones, para lo cual se trazan triángulos (tras la segunda carambola, ha de salir del triángulo-rincón al menos una de las dos bolas no jugadoras). La mesa para libre.
- Cuadro 47/2: Sobre la mesa se trazan líneas —separadas 47 cm— formando cuadrados y rectángulos en los que se establece la misma limitación que en los rincones de la modalidad «libre».
- Cuadro 47/1: Lo mismo que el anterior pero obligando a sacar del cuadro una de las bolas contrarias con cada carambola que se haga con ellas dentro. Mesa para los cuadros 47/2 y 47/1.
- Cuadro 71/2: Misma limitación que Libre o 47/2 pero con los cuadros más grandes.
- Banda: Se obliga a que la bola jugadora toque al menos una banda antes de tocar la tercera bola (completar la carambola).
- Tres bandas: Es obligatorio que la bola jugadora haya tocado ya al menos tres bandas antes de completar la carambola.

Los torneos se  juegan a sets o a «distancia». El juego por sets suele ser a 15 carambolas por set y al mejor de 5 sets. En el sistema de sets no hay límite de entradas. A «distancia» se especifica el número de carambolas a alcanzar para ganar y el límite de entradas máximo para poder realizarlas. Actualmente suele ser 40 carambolas y 50 entradas, o 50 carambolas y 50 entradas.
- Artístico o de fantasía: Consiste en ejecutar carambolas difíciles de un catálogo de posiciones preestablecidas y puntuaciones predefinidas según la dificultad. Cada jugador dispone de tres intentos por posición.

### Modalidadpooly sus juegos
Otra de las categorías de billar más populares es la de billar americano, también conocida como pool. En este caso, la mesa tiene 6 agujeros o troneras, cuatro en las esquinas y dos más en el centro de cada uno de los lados largos de la mesa. En ellos deben introducirse las bolas siguiendo las reglas específicas de cada juego.
Los juegos de pool suelen contar con 15 bolas numeradas del 1 al 15, siendo las 7 primeras conocidas como lisas, ya que se colorean de manera uniforme a lo largo de toda la bola, utilizando un color diferente para cada una de ellas. Las 7 últimas se conocen como rayadas, utilizando los mismos colores que las bolas lisas en el mismo orden, distinguiéndose por la forma en que es aplicado el color en una banda alrededor de la bola.
La bola 8 posee el color negro, siendo el único que no se repite en el conjunto, aplicado a toda la bola a la manera de las bolas lisas. Un jugador pierde la partida automáticamente si introduce la bola blanca o no tocar la bola 8 cuando solo sobran esas dos, o si saca la bola 8 fuera de la mesa, o emboca la bola 8 en una tronera diferente a la anunciada.
Los juegos de pool más conocidos son:
- Bola 8: utiliza las 15 bolas del conjunto. Es un juego para dos jugadores o equipos. Cada equipo debe introducir las bolas que le corresponden (lisas o rayadas), y posteriormente introducir la bola 8 para ganar el juego. Existen muchas variantes en las reglas de este juego. La versión inglesa utiliza bolas amarillas y rojas en lugar de las bolas lisas y rayadas tradicionales, y en este caso se llama pool 51. Cada jugador deberá golpear la bola blanca y esta consecutivamente deberá golpear el tipo de bola de cada equipo, de lo contrario perderá su turno en la mesa, dándole la oportunidad al contrincante de golpear dos veces seguidas.
- Bola 9: este juego solo utiliza las nueve primeras bolas del conjunto. El objetivo es introducir la bola 9 en alguno de los agujeros, con la salvedad de que es necesario golpear en primer lugar a la bola de número más pequeño. Esto no impide que las otras bolas puedan ser introducidas también. El número de jugadores es indeterminado. Existen variantes que siguen las mismas reglas con diferente número de bolas y bola objetivo. Estas son: bola 6, bola 7 y bola 10 (en bola 10 hay varias reglas que sí cambian).
- Pool Continuo: existen muchas variantes de este juego, estas variantes tienen en común el hecho de que las 15 bolas (lisas, rayadas y la bola 8) son «iguales».
  - 14.1 Continuo: utiliza las 15 bolas del conjunto. El ganador es el primero en introducir un número previamente acordado de bolas, sin importar el orden. Este número puede ser mayor al de bolas en la mesa. Se conoce como continuo, pues al quedar una bola sobre la mesa, las catorce restantes se colocan de nuevo en su posición inicial, de forma que se juega sin interrupción.
  - Bola 8 libre: es una variante del pool continuo, de hecho es una modalidad híbrida entre el bola 8 y el pool continuo; se basa en que el primero en colar ocho bolas (cualquiera —incluso la bola negra, aquí es una bola cualquiera—, salvo la blanca obviamente), se proclama ganador. La regla de victoria es aceptada cuando al golpear la última bola y hace blanco, si ésta golpea a la negra y encesta no se aplicará la norma de situación de la negra y el tirador es victorioso.
- Rotación: las bolas deben ser golpeadas en orden numérico ascendente. Cada bola vale en puntos su número impreso. Gana quien tenga más puntos al final, o bien puede ser victorioso quien llegue primero a 61 puntos, pues la suma de los números de cada bola es igual a 120 puntos, siempre y cuando se acuerde de jugar las partidas sin «las malas». Jugar «con malas» es una regla opcional, donde la persona que taca la bola y golpea una bola que no corresponde al orden, dicho valor de la bola golpeada le será restado al valor en puntos de las bolas entroneradas legalmente; así mismo, si el jugador entronera la bola blanca o la saca de la mesa sin hacer contacto con ninguna de las bolas, se le restará el puntaje correspondiente a la bola de menor valor. Ejemplo: si sobre la mesa la bola de menor valor es la número 2, y el jugador golpea la bola 14, obtiene 14 malas o puntos malos. Los puntos malos no son acumulables, siempre y cuando el jugador adversario también cometa la misma falta golpeando una bola que no corresponde. El valor de esa bola golpeada por el adversario le será restado al jugador que en principio cometió dicha falta. Partiendo del ejemplo anterior, se sabe que el jugador ya tenía 14 malas o puntos malos, si el adversario entroneró la bola blanca sin hacer contacto con ninguna bola, y sobre la mesa la bola de menor valor era la bola 10, el jugador que tenía 14 malas ahora solamente quedará con 4. Esta modalidad es opcional en partidas fuera de competencias oficiales, reemplazando la penalidad de que el jugador adversario podrá acomodar la bola blanca en cualquier lado de la mesa.

### Billar inglés (pool 51)
Esta modalidad de juego es muy parecida al billar americano, la única diferencia es que, en vez de bolas rayadas y lisas, se utilizan bolas rojas y amarillas para determinar qué grupo de bolas le corresponde a cada jugador (2 jugadores por partida o 2 equipos). También es conocido como pool 51.

### Billar español y sus modalidades
También conocido como spanish pool o chapolín de carambolas, es un juego de origen español, en el que la mesa se divide en dos bandas con tres agujeros rojos que pertenecen a una banda y otros tres agujeros blancos a la otra banda (en caso de que la mesa posea bandas del mismo color, serán los tres de la banda derecha y los tres de la banda izquierda según el punto de salida). El juego comprende 15 bolas numeradas y una bola blanca cuyo valor es de 10 puntos (en el caso de que en un partido haya un empate a 65 puntos, la bola blanca tendrá un valor de 11 puntos para marcar la diferencia).
La suma de las bolas numeradas y la bola blanca son de 130 puntos, por lo tanto, ganará la partida el jugador que primero consiga llegar a 66 o más puntos.
Si un jugador introduce bola en la banda contraria, o no introduce ninguna bola en ningún agujero perderá su turno.
Es un juego muy utilizado en España, Bélgica, Reino Unido o Países Bajos.

### Billar inglés (snooker)
- Snooker: Se juega en una mesa usualmente más grande que en cualquier juego de billar estadounidense. Se utilizan 21 bolas, 15 de ellas son rojas, las 6 restantes son de otros colores y cada una de estas bolas tiene un valor:
  - Negra: 7 pts.
  - Rosa: 6 pts.
  - Azul: 5 pts.
  - Café: 4 pts.
  - Verde: 3 pts.
  - Amarilla: 2 pts.
  - Rojas: 1 pt.

El jugador debe comenzar introduciendo una bola roja, y posteriormente irá alternándola con otra de color que él elija (y que habrá de ser anunciada). El jugador finaliza su turno cuando ha introducido todas las bolas rojas y posteriormente las de color por orden de valor de menor a mayor; o simplemente cuando falla. Las bolas de color diferente a la roja vuelven a colocarse en su sitio tras ser entroneradas, hasta que no queden más bolas rojas, momento a partir del que ya no vuelven a la mesa.
La suma de la puntuación obtenida por cada jugador según las bolas introducidas determinará al vencedor de la partida. El máximo puntaje posible en una partida de Snooker es de 147 puntos.[cita requerida]
En caso de cometer falta (meter la bola blanca, meter una bola no elegida o tocar en primer lugar una bola que no corresponde) el jugador dará puntos a su contrincante (estos varían según el tipo de falta cometida).
El juego es muy popular en Gran Bretaña, Irlanda, Canadá, Australia, Brasil, Estados Unidos, Hong Kong, Costa Rica y la India. Recientemente se creó la Pan American Billiards and Snooker Assocciation (PABSA), ente afiliado a la World Snooker Federation, ente que rige el snooker a nivel mundial y afiliada a la IBSF, ente que rige el snooker amateur a nivel mundial. PABSA tiene su sede en Estados Unidos y actualmente la integran: Canadá, Estados Unidos, México, Costa Rica, Curazao y Brasil; pronto se unirán Colombia, Honduras, El Salvador, Guatemala, Belice, Nicaragua y Panamá, quienes a su vez formarán la Confederación Centroamericana de Snooker y Billar Inglés. El snooker es la disciplina más jugada del billar a nivel internacional, con una audiencia de más de 500 millones de personas por evento. Es solo superado por el fútbol a nivel de países afiliados, y actualmente está en los 5 continentes.

### Otros juegos
Existen más juegos de billar con agujeros, entre ellas:
- Chicago (Cuba): se juega con las bolas del 5 al 15, se colocan todas de forma consecutiva en las bandas exceptuando la bola 5, que va en el centro. Las bolas se van metiendo de manera ascendiente, y se obtendrán la cantidad dependiendo de la bola, si se introduce el 5 se obtendrán esa misma cantidad de puntos, de la misma manera que si el jugador no golpea la bola a la que debería, perderá la cantidad de puntos correspondientes a la bola.
- Chapó: con solo 4 agujeros, tres bolas y palillos para derribar sobre la mesa.
- Italiana 5 quillas: con 3 bolas, 5 bolos o quillas.
- Cantadas (México): consiste en meter una bola por turno y debe ser la que, anticipadamente, se ha anunciado. Si dicha bola se mete en otro agujero, no vale; si otras bolas se meten tampoco valen.
- Minga (Perú): consiste en colocar las bolas en orden de número empezando del 5 (la 1, 2, 4 no juegan) en el diamante central de la banda corta, luego la 6 en el 3.er diamante de la banda larga derecha (tomando desde la mosca) la 7 en el 3.er diamante de la banda larga izquierda y así sucesivamente en cada punto de la mesa, luego se debe meter cada bola empezando por la 5; si se mete otra bola solo vale siempre y cuando la blanca haya tocado antes la bola objetivo, si no se toca la bola objetivo se considera lance. Es ganador el que mete más bolas o el que gana más dinero. En apuestas cada jugador da una cantidad determinada de dinero por cada bola que otro ha metido, y también se le paga a cada jugador cuando el que está pagando cometió lance. Además, las bolas 9, 12 y 15 son las bolas mingas y al jugador que la introduce en alguna buchaca, cada jugador deberá pagarle el doble del valor de una bola normal, la bola 3 es la bola llamada «premio» o «mingón» y al que la introduzca se le deberá pagar el triple de una bola normal, esta bola se mete al final y solo el que metió la última bola (15) tendrá una sola oportunidad para meter esa bola; si el «mingón» se mete antes de su turno igual se deberá pagar el triple pero se sacará de la buchaca y se pondrá en el punto central de la banda corta de abajo, igual será si se mete alguna minga, solo que esta vez se pondrá en el punto que le corresponde. En esta modalidad la bola de taco (tiradora) puede ser introducida en las troneras de la banda correspondiente a cada jugador. De esta forma, se puede atacar la bola objetiva para embocar la bola tiradora y sumar sus puntos, utilizando así técnicas de la carambola. El tapete tiene que ser rápido como los de carambola para poder ejecutar largos recorridos de varias bandas. Son muy habituales los tiros de banda, los cuales necesitan también paños rápidos, en especial los ataques finos a la bola objetiva.
- Bola nueve buchaca trasera: es una variante de la «bola-9», en la que al jugador que inicia la partida se le asigna la buchaca derecha inferior donde tiene que encestar el «9». La buchaca izquierda inferior se le asigna al oponente.
- 1 y 15 (El Salvador): dos jugadores. Se utilizan las 15 bolas del juego «bola-8 americano» cada bola toma el valor que tiene como nominal, y solo se puede embocar la bola de mayor o menor valor que se encuentre en la mesa, al cometerse una falta, se coloca en el punto mosca inferior la última bola embocada por el jugador que cometió la falta, el primer jugador en superar los 60 puntos es el ganador.
- Ficha/ficha tapada (El Salvador): jugadores indefinidos. Cada jugador escoge una bola en específico, a la cual llama su «ficha» (o se escogen al azar con 15 números en un bote, en el caso de Ficha Tapada) el objetivo del juego es embocar la propia «ficha» (con lo que se gana automáticamente) pero solo puede golpearse la bola que esté más cerca de la Minga, en caso de ser embocada su «ficha» el jugador pierde la probabilidad de ganar, mas no pierde automáticamente, debido a que puede aspirar a embocar la «ficha» del rival para generar un empate, en dado caso, se va a una segunda ronda donde se vuelve a armar, quedando las mismas «fichas» y duplicando automáticamente la apuesta. El armado de las bolas se da poniendo las fichas al centro del rack y las demás bolas en orden aleatorio alrededor. Las faltas son pagadas con «bola en mano».
- Pool negro (El Salvador): 2 o 4 jugadores. Exactamente las mismas reglas que «bola-8» con la única diferencia que se tiene que embocar la bola 8 en la tronera donde se embocó la última bola antes de tirar a la bola 8.
- New York (El Salvador): 3 jugadores. El primer jugador lleva las llamadas «primeras» que son las bolas de la 1 a la 5, el segundo jugador lleva las llamadas «segundas» del 6 a la 10, y el tercer jugador las «terceras» del 11 al 15. El objetivo del juego es embocar todas las bolas de ambos contrincantes, sin importar el orden. Las faltas se pagan sacando de la mesa (embocando) una bola propia. El primer jugador en quedarse sin bolas sale del juego, quedando los 2 restantes, y es el que pasa a tomar, en el siguiente juego, las «terceras», el jugador que quede al final será el ganador, el cual lleva las «primeras» en el próximo juego y tiene el derecho de hacer el «tiro de salida».
- Crazy pocket (Panamá): solo se usan siete bolas objetivo que se arman en forma circular; se juega de un modo parecido a la «bola nueve buchaca trasera»: Un cenicero se coloca sobre la mosca inferior (punto de pie) y cada vez que cualquier bola lo contacta, o si se encesta la minga, el jugador debe aportar una moneda dentro del mismo.
- El pool hindú (también llamado contra pool): es una modalidad en la cual la minga (bola blanca) juega el papel de «bola objetivo de turno» siempre; la bola objetivo menor que está en la mesa hace el papel de minga y con ella es que se ataca. Los puntos se acumulan encestando la bola a la que se atacó, después de haber contactado a la minga. Al «armar la mesa» la minga se coloca en la posición del «1» (sobre la mosca superior o punto de cabeza) y la bola «1» en la cabaña, para ejecutar el «tiro de salida».
- El corcho: es una modalidad que se puede jugar independientemente de si la mesa es de pool o de billar francés. Se usa solo una bola objetivo que se liga a la banda a la altura del diamante central superior. Un corcho se coloca sobre la mosca central (punto central de la mesa) y un círculo de tres pulgadas de diámetro se marca con tiza alrededor de la mosca. Al iniciar la partida cada jugador coloca una moneda sobre el corcho. El objetivo del juego es contactar la bola objetivo y luego contactar el corcho, ya sea con la bola objetivo o con la minga (carambola). Si falla, el jugador debe colocar una moneda adicional en el corcho. Si se efectúa la «jugada del corcho» el jugador cobra las monedas que están fuera del círculo. Es «falta» encestar cualquier bola.
- El pool hawaiano: en este, al colocar las bolas sobre la mesa, las 15 bolas objetivo no se colocan juntas. La «1» se coloca en la mosca superior y lleva ligadas 4 bolas en forma de «V»; las 6 bolas restantes se arman ligadas en forma triangular dentro de la «V». Cada jugador toma 2 «bolitas numeradas» cuyo valor es desconocido por los otros jugadores. Si en el «tiro de salida» se encesta el «1», el jugador debe continuar encestando en orden numérico ascendente. Si al romper la piña se encesta el «15», el jugador debe continuar en forma descendente. Si en la jugada inicial se encesta el «8», el jugador puede encestar como le convenga (en orden ascendente o descendente). El jugador que encesta las dos bolas con el valor equivalente a las «bolitas» que tiene en mano gana la partida.
- El cowboy pool: se juega a 101 puntos usando solamente tres bolas objetivo («1», «3» y «5»). El «1» se coloca en la mosca inferior, el «3» en la mosca superior y el «5» en la mosca central. El jugador gana el valor nominal de cualquier bola objetivo encestada; más un punto por efectuar carambola sencilla y dos puntos por efectuar carambola triple. El máximo puntaje posible en una jugada es de 11 puntos. Los primeros 90 puntos se acreditan en la forma descrita; de 91 a 100 puntos únicamente se permiten carambolas y, finalmente, para ganar la partida, se debe contactar la bola «1» y encestar la minga en la buchaca «cantada».
- La bola-2: creación de George Fels, se juega con dos bolas objetivo, el «1» y el «2», únicamente. Se coloca la bola «2» en la mosca superior y la bola «1» en la mosca inferior. El objetivo del juego es encestar una bola y en la misma jugada hacer carambola (1 punto); si se logra, se reposiciona la bola encestada y continúa la entrada; si se falla, el oponente inicia su entrada con la minga donde quedó reposando.
- Doble proporción: es una variante de la «bola-9 APPA» (cantada) en la cual el jugador no solo debe «cantar» la jugada presente, sino también la próxima. Si falla la segunda jugada, la primera no es válida y la bola encestada se reposiciona en la mosca antes que el oponente inicie su entrada. Se considera muy recomendable para mejorar el «juego posicional».

## Mesas de billar

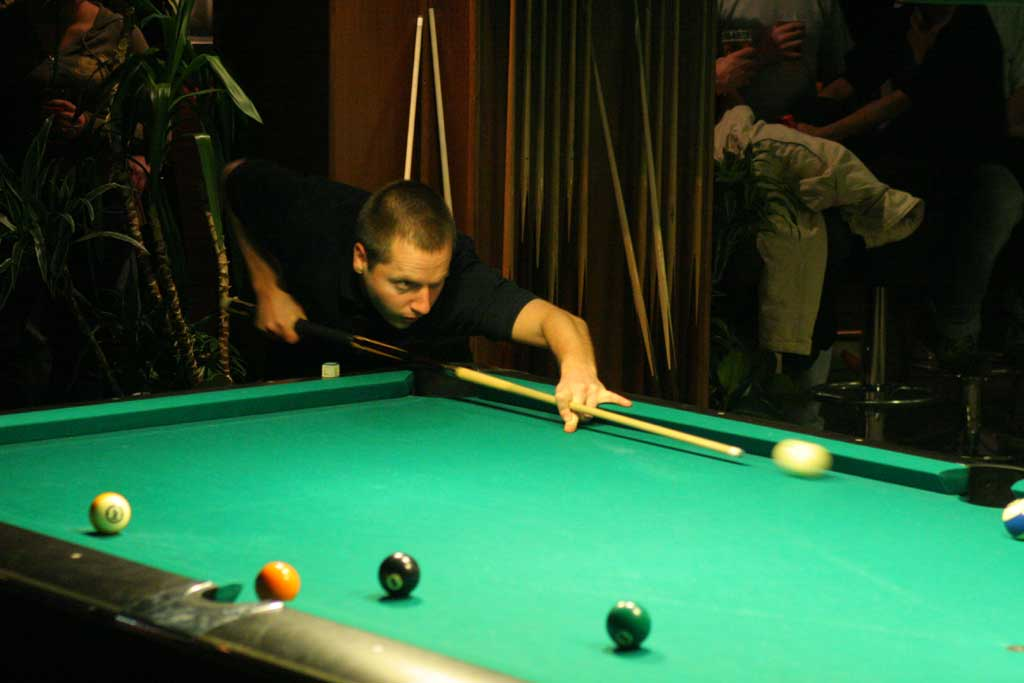
Mesa de pool clásica

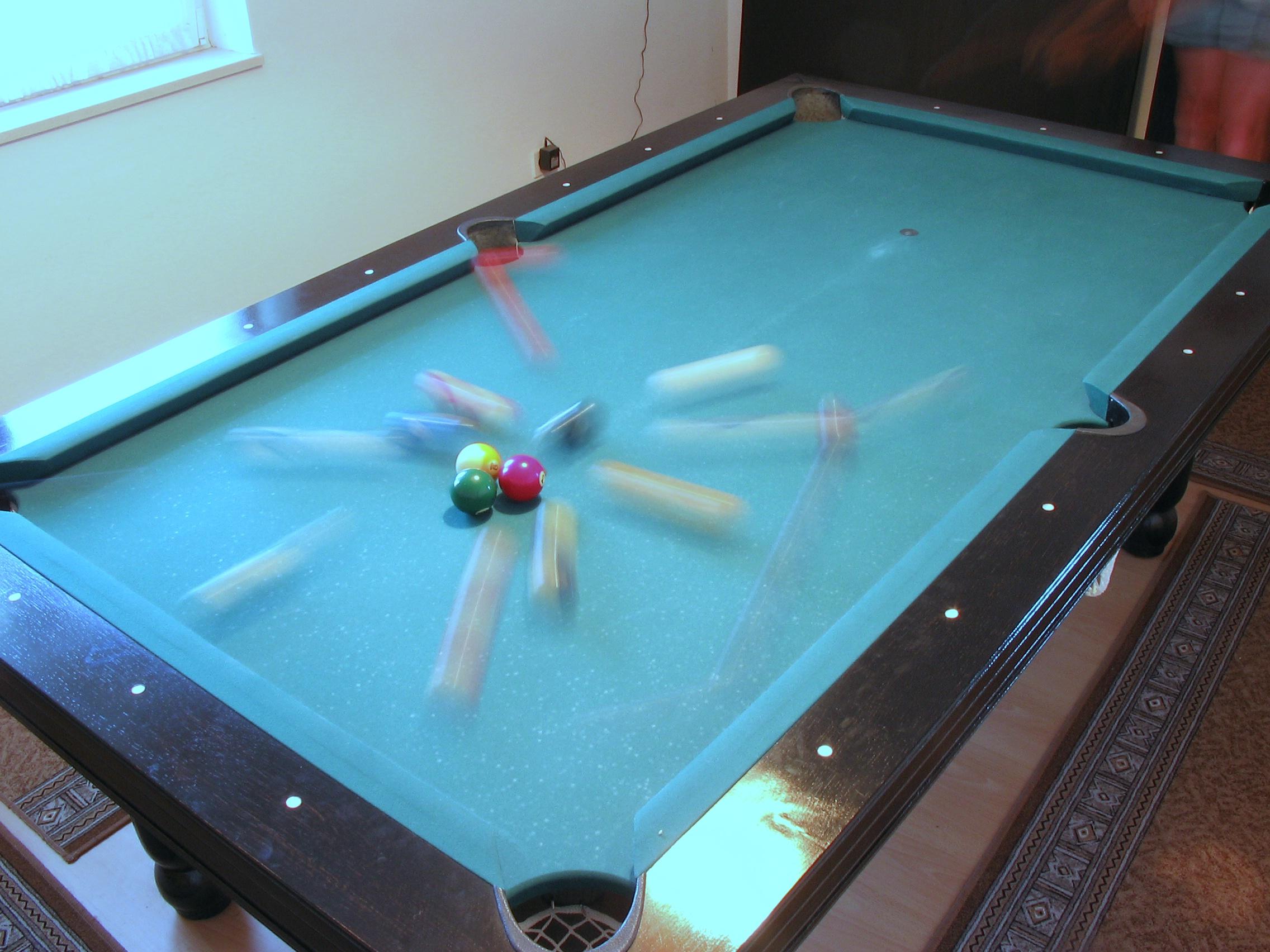
Mesa de pool de alta tecnología

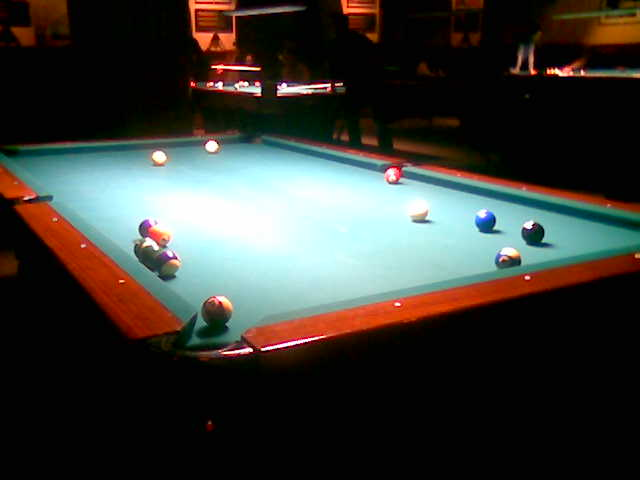
Mesa de pool moderna

### Carambola
Las mesas de carambola son mesas sin agujeros.
- Mesa de carambola original o clásica: mesa con el tapizado verde y el borde de madera.
- Mesa de carambola innovadora o moderna: mesa con el tapizado azul y el borde de madera.

### Pool
Las mesas de pool tienen seis agujeros, cuatro en las esquinas y dos en la mitad de los dos lados más largos.
- Mesa de pool clásica: mesa con el tapizado verde manzana o derivados, los bordes de madera y en las zonas del borde pegadas a los agujeros una lámina de metal.
- Mesa de pool neoclásica: mesa con el tapizado verde ligeramente más oscuro que en la mesa clásica, los bordes de madera y en las zonas del borde pegadas al agujero; esa zona en concreto puede estar pintada de negro o bien, no tener nada especial respecto al resto del borde. También todo el borde puede estar recubierto con el tapizado verde.
- Mesa de pool de alta tecnología: mesa con el tapizado azul y el borde de metal.
- Mesa de pool cosmopolitana: mesa con el tapizado rojo y el borde de madera; existe otra variante que consiste en el borde interno de metal, el externo de madera y con la posibilidad de estar recubiertas con una lámina de metal las cuatro esquinas.
- Mesa de pool moderna: mesa con el tapizado azul y los bordes de madera; estos pueden tener pintados de negro los sitios del borde pegado al agujero.

### Snooker
Las mesas de snooker son parecidas a las mesas de pool. Sin embargo, son algo más grandes, con el paño más tupido y con las troneras más pequeñas y redondeadas.
- Mesa de snooker: mesa con el tapizado verde y los bordes de madera.